# Mesclador electrònic

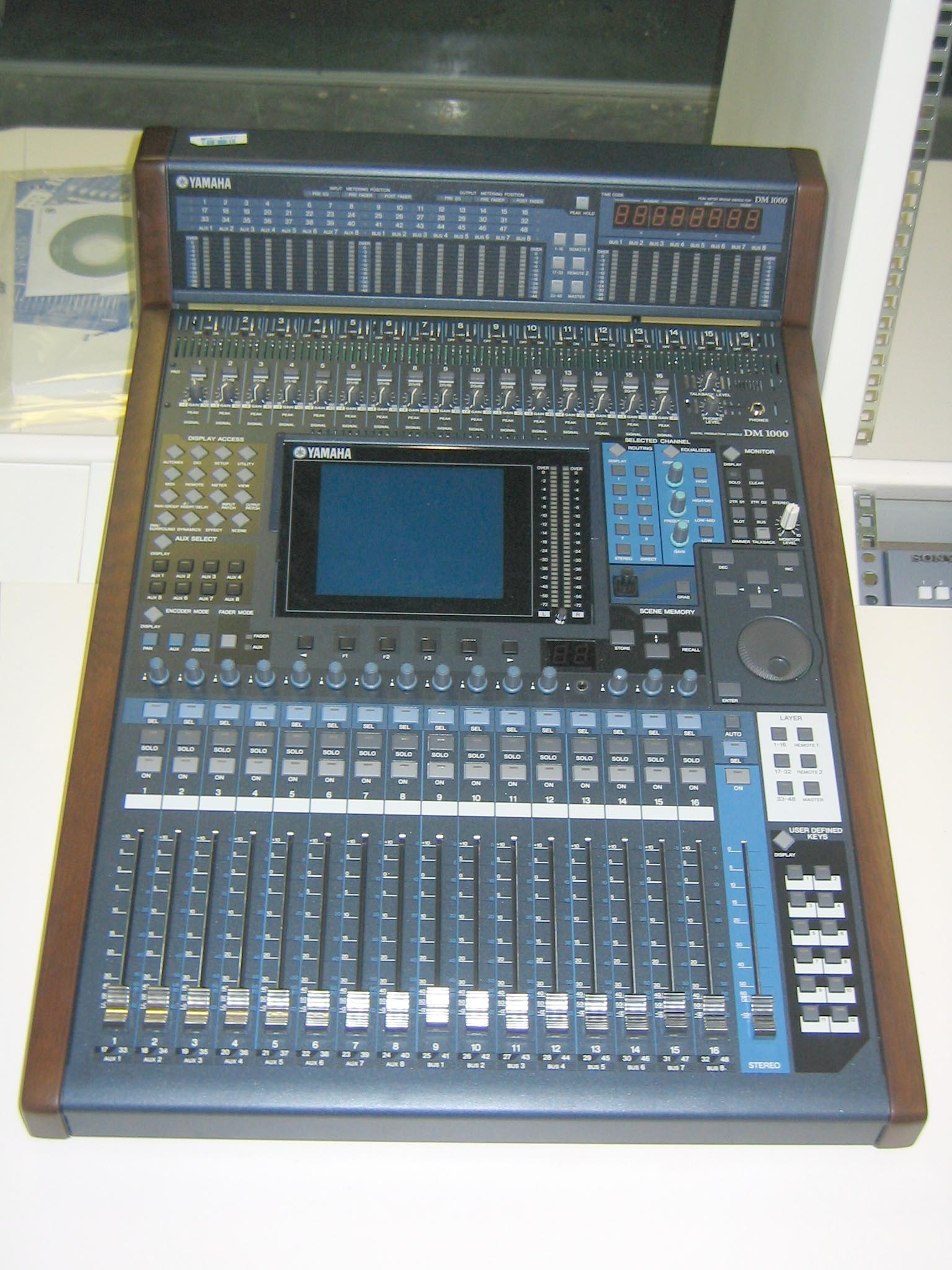
Mesa de mescles digital marca Yamaha.

Un mesclador electrònic és una màquina per mesclar dos o més senyals electrònics. Hi ha dos tipus bàsics de mescladores. Les mescladores d'agregament de dos senyals junts, que s'utilitzen per aplicacions com l'audiofreqüència. Multiplicar les mescladores multiplica els Senyal digitals junts i produeixen una producció que conté els dos senyals originals, i els senyals nous que tenen la suma i la diferència de la freqüència dels senyals originals. Les mescladores d'agregament són generalment xarxes de reòstat, rodejat per emparellar la impedància i etapes d'amplificació.

## Multiplicació de mescladores
Multiplicar les mescladores s'ha fet en una gran varietat de maneres. Els més populars són les mescladores de díode, les mescladores de la cèl·lula de Gilberto, les mescladores de l'anell de díode i commutació.
1-Una mescladora de díode: té dos o més senyals que entren en un díode. Sempre que cap senyal empenyi el voltatge sobre l'umbral del díode, el corrent fluirà a l'altre costat. Si les entrades són els voltatges correctes, el resultat és que els pics del senyal nou produeix sempre que qualsevol pics del senyal, el díode subministren les depressions negades a realitzar cap enrere. El cristall clàssic la ràdio fixa una mescladora de díode, amb un filtre electrònic senzill entre l'antena i la mescladora per eliminar emissores no desitjades. Són poc costoses econòmicament encara les ràdios de mescladores de díode.
2-Les mescladores de la cèl·lula de Gilberto: són una correcció de transistors que multiplica els dos senyals. Sorprenentment, en les batedores de la commutació passa més poder i generalment addicció menys deformació.
3-Les mescladores de l'anell de díode: són les mescladores de la commutació de l'original. Tenen dos transformadors i una sèrie de díodes en un anell. Bàsicament, els transformadors s'arreglen perquè un senyal canviï els díodes per realitzar en una direcció, o en l'altra direcció. L'altre transformador empeny el seu senyal pels díodes. Els mescladors de l'anell de díode són populars perquè el mecanisme de lluny injecten menys soroll, i perden menys poder de senyal que altres mètodes.